# Liste der Nummer-eins-Hits in Tschechien (2024)
Dies ist eine Liste der Nummer-eins-Hits in Tschechien im Jahr 2024. Sie basiert auf den Auswertungen der IFPI ČR, der nationalen Vertretung der tschechischen Musikindustrie. Grundlage sind die Albums Top 100 (Verkaufscharts) für Alben. Für Singles werden zwei Charts erstellt; die Radio Top 100 Oficiální, welche auf Airplay, sowie die Singles Digital Top 100, welche auf Downloadverkäufen basieren.

## Singles
| ← 2023 ← | Liste der Nummer-eins-Hits in Tschechien (Radio Top 100) | Liste der Nummer-eins-Hits in Tschechien (Radio Top 100) | Liste der Nummer-eins-Hits in Tschechien (Radio Top 100) | 2025 →                    |
| \| Zeitraum \| Wo. ges. \| Interpret \| Titel Autor(en) \| Zusätzliche Informationen \| \| (Zeitraum, Wochen auf Platz eins, Interpret, Titel, Autor[en], zusätzliche Informationen) \| \| \| \| \| \| ----------------------------------------------------------------------------------------- \| -------- \| --------------------------------- \| ------------------------------------------------------------------------------------------------------------------------------------------------------------------------------------------------------------------------------------------------------------------------ \| ------------------------- \| \| 50. Woche 2023 – 2. Woche 2024 5 Wochen (insgesamt 6) \| 6 \| Pink \| Runaway William Hort Mann, Alecia Beth Moore \| – \| \| 3.–7. Woche 5 Wochen (insgesamt 13) \| 13 \| Dua Lipa \| Houdini Tobias MacDonald Jesso Jr., Dua Lipa, Caroline Ailin Buvik Furøyen, Daniel Jack Eisner Harle, Kevin Richard Parker \| – \| \| 8. Woche 1 Woche (insgesamt 3) \| 3 \| Ofenbach feat. Norma Jean Martine \| Overdrive Alexander Hauer, Antoine Chatenet, Tobias Jundt, Dorian Jean Louis Guy Lauduique, César Thaddée Laurent de Rummel, Norma Jean Martine, Reginald Leonard Smith, Richard James Reginald Steven Smith \| – \| \| 9.–13. Woche 5 Wochen (insgesamt 13) \| 13 \| Dua Lipa \| Houdini Tobias MacDonald Jesso Jr., Dua Lipa, Caroline Ailin Buvik Furøyen, Daniel Jack Eisner Harle, Kevin Richard Parker \| – \| \| 14.–15. Woche 2 Wochen (insgesamt 3) \| 3 \| Ofenbach feat. Norma Jean Martine \| Overdrive Alexander Hauer, Antoine Chatenet, Tobias Jundt, Dorian Jean Louis Guy Lauduique, César Thaddée Laurent de Rummel, Norma Jean Martine, Reginald Leonard Smith, Richard James Reginald Steven Smith \| – \| \| 16.–17. Woche 2 Wochen (insgesamt 13) \| 13 \| Dua Lipa \| Houdini Tobias MacDonald Jesso Jr., Dua Lipa, Caroline Ailin Buvik Furøyen, Daniel Jack Eisner Harle, Kevin Richard Parker \| – \| \| 18. Woche 1 Woche (insgesamt 9) \| 9 \| Michael Schulte feat. R3hab \| Waterfall Timothy Lavelle Deal, Pascal Reinhardt, Fadil El Ghoul, Johannes Walter-Müller, Max Giesinger, Michael Anthony Schulte, Steffen Gräf \| – \| \| 19.–20. Woche 2 Wochen \| 2 \| Teddy Swims \| Lose Control Joshua Emanuel Coleman, Julian Collin Bunetta, Jaten Collin Dimsdale, John Stephen Sudduth, Marco Antonio Rodriguez Diaz Jr. \| – \| \| 21.–22. Woche 2 Wochen (insgesamt 4) \| 4 \| Ella Henderson feat. Rudimental \| Alibi Gabriella Michelle Henderson, Ruth Anne Cunningham, Maegan Severia Cottone, Artis L. Ivey Jr., Douglas B. Rasheed, Lawrence Lemott Hyde Saunders, Olivia Fay Sebastianelli, William Martyn Morris Lansley, John Nicholas Ealand Morgan, Steveland Hardaway Judkins \| – \| \| 23. Woche 1 Woche \| 1 \| James Arthur \| Blindside Richard James Parkhouse, George Henry Tizzard, James Andrew Arthur, Wayne Anthony Hector \| – \| \| 24. Woche 1 Woche (insgesamt 13) \| 13 \| Dua Lipa \| Houdini Tobias MacDonald Jesso Jr., Dua Lipa, Caroline Ailin Buvik Furøyen, Daniel Jack Eisner Harle, Kevin Richard Parker \| – \| \| 25.–26. Woche 2 Wochen (insgesamt 4) \| 4 \| Ella Henderson feat. Rudimental \| Alibi Gabriella Michelle Henderson, Ruth Anne Cunningham, Maegan Severia Cottone, Artis L. Ivey Jr., Douglas B. Rasheed, Lawrence Lemott Hyde Saunders, Olivia Fay Sebastianelli, William Martyn Morris Lansley, John Nicholas Ealand Morgan, Steveland Hardaway Judkins \| – \| \| 27.–28. Woche 2 Wochen \| 2 \| O5 a Radeček feat. Elly \| I tak to za to stojí Ondřej Polák, Přemysl Ptáček, Radek Sekyra, Tomáš Polák \| – \| \| 29. Woche 1 Woche \| 1 \| Benson Boone \| Beautiful Things Benson James Boone, Evan Robert Eliiot Blair, Jackson Lafrantz Larsen \| – \| \| 30. Woche 1 Woche (insgesamt 3) \| 3 \| Artemas \| I Like the Way You Kiss Me Artemas Diamandis, Jesse Finkelstein, Kevin Clark White, Toby James Daintree \| – \| \| 31. Woche 1 Woche (insgesamt 2) \| 2 \| Cyril \| Stumblin’ In Nicholas Barry Chinn, Michael Donald Chapman \| – \| \| 32. Woche 1 Woche (insgesamt 3) \| 3 \| Artemas \| I Like the Way You Kiss Me Artemas Diamandis, Jesse Finkelstein, Kevin Clark White, Toby James Daintree \| – \| \| 33.–35. Woche 3 Wochen \| 3 \| Oliver Heldens feat. WeiBird \| Out of Love Daryl Franklin Hall, John William Oates \| – \| \| 36. Woche 1 Woche (insgesamt 2) \| 2 \| Cyril \| Stumblin’ In Nicholas Barry Chinn, Michael Donald Chapman \| – \| \| 37. Woche 1 Woche (insgesamt 3) \| 3 \| Artemas \| I Like the Way You Kiss Me Artemas Diamandis, Jesse Finkelstein, Kevin Clark White, Toby James Daintree \| – \| \| 38.–41. Woche 4 Wochen \| 4 \| Coldplay \| Feelslikeimfallinginlove Jon Hopkins, Guy Rupert Berryman, Jonathan Mark Buckland, William Elan Champion, Martin Karl Sandberg, Apple Blythe Alison Martin, Christopher Anthony John Martin, Temistoclas Hugo Rutili, Oscar Thomas Holter \| – \| \| 42.–46. Woche 5 Wochen \| 5 \| Myles Smith \| Stargazing Peter Joseph Fenn, Jesse Finkelstein, Myles Michael Smith-Thompson \| – \| \| 47.–52. Woche 6 Wochen \| 6 \| Linkin Park \| The Emptiness Machine Bradford Philip Delson, David Michael Farrell, Joseph Hahn, Michael Kenji Shinoda, Emily Marcia Armstrong, Colin Brittain \| – \| |                                                          |                                                          | |                           |
| ← 2023 |                                                          |                                                          | | → 2025 →                  |
| Zeitraum | Wo. ges.                                                 | Interpret                                                | Titel Autor(en) | Zusätzliche Informationen |
| (Zeitraum, Wochen auf Platz eins, Interpret, Titel, Autor[en], zusätzliche Informationen) |                                                          |                                                          | |                           |
| 50. Woche 2023 – 2. Woche 2024 5 Wochen (insgesamt 6) | 6                                                        | Pink                                                     | Runaway William Hort Mann, Alecia Beth Moore | –                         |
| 3.–7. Woche 5 Wochen (insgesamt 13) | 13                                                       | Dua Lipa                                                 | Houdini Tobias MacDonald Jesso Jr., Dua Lipa, Caroline Ailin Buvik Furøyen, Daniel Jack Eisner Harle, Kevin Richard Parker | –                         |
| 8. Woche 1 Woche (insgesamt 3) | 3                                                        | Ofenbach feat. Norma Jean Martine                        | Overdrive Alexander Hauer, Antoine Chatenet, Tobias Jundt, Dorian Jean Louis Guy Lauduique, César Thaddée Laurent de Rummel, Norma Jean Martine, Reginald Leonard Smith, Richard James Reginald Steven Smith                                                             | –                         |
| 9.–13. Woche 5 Wochen (insgesamt 13) | 13                                                       | Dua Lipa                                                 | Houdini Tobias MacDonald Jesso Jr., Dua Lipa, Caroline Ailin Buvik Furøyen, Daniel Jack Eisner Harle, Kevin Richard Parker | –                         |
| 14.–15. Woche 2 Wochen (insgesamt 3) | 3                                                        | Ofenbach feat. Norma Jean Martine                        | Overdrive Alexander Hauer, Antoine Chatenet, Tobias Jundt, Dorian Jean Louis Guy Lauduique, César Thaddée Laurent de Rummel, Norma Jean Martine, Reginald Leonard Smith, Richard James Reginald Steven Smith                                                             | –                         |
| 16.–17. Woche 2 Wochen (insgesamt 13) | 13                                                       | Dua Lipa                                                 | Houdini Tobias MacDonald Jesso Jr., Dua Lipa, Caroline Ailin Buvik Furøyen, Daniel Jack Eisner Harle, Kevin Richard Parker | –                         |
| 18. Woche 1 Woche (insgesamt 9) | 9                                                        | Michael Schulte feat. R3hab                              | Waterfall Timothy Lavelle Deal, Pascal Reinhardt, Fadil El Ghoul, Johannes Walter-Müller, Max Giesinger, Michael Anthony Schulte, Steffen Gräf | –                         |
| 19.–20. Woche 2 Wochen | 2                                                        | Teddy Swims                                              | Lose Control Joshua Emanuel Coleman, Julian Collin Bunetta, Jaten Collin Dimsdale, John Stephen Sudduth, Marco Antonio Rodriguez Diaz Jr. | –                         |
| 21.–22. Woche 2 Wochen (insgesamt 4) | 4                                                        | Ella Henderson feat. Rudimental                          | Alibi Gabriella Michelle Henderson, Ruth Anne Cunningham, Maegan Severia Cottone, Artis L. Ivey Jr., Douglas B. Rasheed, Lawrence Lemott Hyde Saunders, Olivia Fay Sebastianelli, William Martyn Morris Lansley, John Nicholas Ealand Morgan, Steveland Hardaway Judkins | –                         |
| 23. Woche 1 Woche | 1                                                        | James Arthur                                             | Blindside Richard James Parkhouse, George Henry Tizzard, James Andrew Arthur, Wayne Anthony Hector | –                         |
| 24. Woche 1 Woche (insgesamt 13) | 13                                                       | Dua Lipa                                                 | Houdini Tobias MacDonald Jesso Jr., Dua Lipa, Caroline Ailin Buvik Furøyen, Daniel Jack Eisner Harle, Kevin Richard Parker | –                         |
| 25.–26. Woche 2 Wochen (insgesamt 4) | 4                                                        | Ella Henderson feat. Rudimental                          | Alibi Gabriella Michelle Henderson, Ruth Anne Cunningham, Maegan Severia Cottone, Artis L. Ivey Jr., Douglas B. Rasheed, Lawrence Lemott Hyde Saunders, Olivia Fay Sebastianelli, William Martyn Morris Lansley, John Nicholas Ealand Morgan, Steveland Hardaway Judkins | –                         |
| 27.–28. Woche 2 Wochen | 2                                                        | O5 a Radeček feat. Elly                                  | I tak to za to stojí Ondřej Polák, Přemysl Ptáček, Radek Sekyra, Tomáš Polák | –                         |
| 29. Woche 1 Woche | 1                                                        | Benson Boone                                             | Beautiful Things Benson James Boone, Evan Robert Eliiot Blair, Jackson Lafrantz Larsen | –                         |
| 30. Woche 1 Woche (insgesamt 3) | 3                                                        | Artemas                                                  | I Like the Way You Kiss Me Artemas Diamandis, Jesse Finkelstein, Kevin Clark White, Toby James Daintree | –                         |
| 31. Woche 1 Woche (insgesamt 2) | 2                                                        | Cyril                                                    | Stumblin’ In Nicholas Barry Chinn, Michael Donald Chapman | –                         |
| 32. Woche 1 Woche (insgesamt 3) | 3                                                        | Artemas                                                  | I Like the Way You Kiss Me Artemas Diamandis, Jesse Finkelstein, Kevin Clark White, Toby James Daintree | –                         |
| 33.–35. Woche 3 Wochen | 3                                                        | Oliver Heldens feat. WeiBird                             | Out of Love Daryl Franklin Hall, John William Oates | –                         |
| 36. Woche 1 Woche (insgesamt 2) | 2                                                        | Cyril                                                    | Stumblin’ In Nicholas Barry Chinn, Michael Donald Chapman | –                         |
| 37. Woche 1 Woche (insgesamt 3) | 3                                                        | Artemas                                                  | I Like the Way You Kiss Me Artemas Diamandis, Jesse Finkelstein, Kevin Clark White, Toby James Daintree | –                         |
| 38.–41. Woche 4 Wochen | 4                                                        | Coldplay                                                 | Feelslikeimfallinginlove Jon Hopkins, Guy Rupert Berryman, Jonathan Mark Buckland, William Elan Champion, Martin Karl Sandberg, Apple Blythe Alison Martin, Christopher Anthony John Martin, Temistoclas Hugo Rutili, Oscar Thomas Holter                                | –                         |
| 42.–46. Woche 5 Wochen | 5                                                        | Myles Smith                                              | Stargazing Peter Joseph Fenn, Jesse Finkelstein, Myles Michael Smith-Thompson | –                         |
| 47.–52. Woche 6 Wochen | 6                                                        | Linkin Park                                              | The Emptiness Machine Bradford Philip Delson, David Michael Farrell, Joseph Hahn, Michael Kenji Shinoda, Emily Marcia Armstrong, Colin Brittain | –                         |

| ← 2023 ← | Liste der Nummer-eins-Hits in Tschechien (Singles Digital 100) | Liste der Nummer-eins-Hits in Tschechien (Singles Digital 100) | Liste der Nummer-eins-Hits in Tschechien (Singles Digital 100)                                                                                  | 2025 →                    |
| \| Zeitraum \| Wo. ges. \| Interpret \| Titel Autor(en) \| Zusätzliche Informationen \| \| (Zeitraum, Wochen auf Platz eins, Interpret, Titel, Autor[en], zusätzliche Informationen) \| \| \| \| \| \| ----------------------------------------------------------------------------------------- \| -------- \| --------------------------- \| ----------------------------------------------------------------------------------------------------------------------------------------------- \| ------------------------- \| \| 1. Woche 1 Woche (insgesamt 8) \| 8 \| Viktor Sheen \| Dopamin Daniel Suchanek, Jiří Kostelka, Juraj Lichvár, Michal Kuchtíček, Viktor Dundych \| – \| \| 2.–5. Woche 4 Wochen \| 4 \| Grey256 \| Cool Martin Albrecht, Filip Vlček, Jonah Kolle, Sasha Kage \| – \| \| 6.–12. Woche 7 Wochen \| 7 \| Benson Boone \| Beautiful Things Benson James Boone, Evan Robert Eliiot Blair, Jackson Lafrantz Larsen \| – \| \| 13.–20. Woche 8 Wochen \| 8 \| Artemas \| I Like the Way You Kiss Me Artemas Diamandis, Jesse Finkelstein, Kevin Clark White, Toby James Daintree \| – \| \| 21. Woche 1 Woche \| 1 \| Billie Eilish \| Lunch Finneas Baird O’Connell, Billie Eilish O’Connell \| – \| \| 22. Woche 1 Woche \| 1 \| Rohony & Manene \| Letná Adam Rohony, Roman Janků \| – \| \| 23.–36. Woche 14 Wochen \| 14 \| Hard Rico feat. Yzomandias \| Narcos Enrico Pešta, Jakub Vlček, Matyáš Demek, Tomáš Halíř \| – \| \| 37.–41. Woche 5 Wochen \| 5 \| Linkin Park \| The Emptiness Machine Bradford Philip Delson, David Michael Farrell, Joseph Hahn, Michael Kenji Shinoda, Emily Marcia Armstrong, Colin Brittain \| – \| \| 42.–44. Woche 3 Wochen \| 3 \| Hard Rico \| Ghetto Romantika Bogar, Enrico Pešta \| – \| \| 45. Woche 1 Woche \| 1 \| Ektor \| Pro štěstí Marko Elefteriadis \| – \| \| 46. Woche 1 Woche \| 1 \| Viktor Sheen \| Ohnivej kruh Dominik Moravec, Viktor Dundych \| – \| \| 47.–50. Woche 4 Wochen \| 4 \| Viktor Sheen \| Syndrom Dominik Moravec, Matěj Dlouhý, Viktor Dundych \| – \| \| 51. Woche 2024 – 14. Woche 2025 16 Wochen (insgesamt 21) \| 21 \| Calin feat. Sofian Medjmedj \| Pistácie Călin Panfili, David Kopecký, El Mehdi Zeroual, Sofian Medjmedj \| – \| |                                                                |                                                                | |                           |
| ← 2023 |                                                                |                                                                | | → 2025 →                  |
| Zeitraum | Wo. ges.                                                       | Interpret                                                      | Titel Autor(en) | Zusätzliche Informationen |
| (Zeitraum, Wochen auf Platz eins, Interpret, Titel, Autor[en], zusätzliche Informationen) |                                                                |                                                                | |                           |
| 1. Woche 1 Woche (insgesamt 8) | 8                                                              | Viktor Sheen                                                   | Dopamin Daniel Suchanek, Jiří Kostelka, Juraj Lichvár, Michal Kuchtíček, Viktor Dundych                                                         | –                         |
| 2.–5. Woche 4 Wochen | 4                                                              | Grey256                                                        | Cool Martin Albrecht, Filip Vlček, Jonah Kolle, Sasha Kage                                                                                      | –                         |
| 6.–12. Woche 7 Wochen | 7                                                              | Benson Boone                                                   | Beautiful Things Benson James Boone, Evan Robert Eliiot Blair, Jackson Lafrantz Larsen                                                          | –                         |
| 13.–20. Woche 8 Wochen | 8                                                              | Artemas                                                        | I Like the Way You Kiss Me Artemas Diamandis, Jesse Finkelstein, Kevin Clark White, Toby James Daintree                                         | –                         |
| 21. Woche 1 Woche | 1                                                              | Billie Eilish                                                  | Lunch Finneas Baird O’Connell, Billie Eilish O’Connell                                                                                          | –                         |
| 22. Woche 1 Woche | 1                                                              | Rohony & Manene                                                | Letná Adam Rohony, Roman Janků | –                         |
| 23.–36. Woche 14 Wochen | 14                                                             | Hard Rico feat. Yzomandias                                     | Narcos Enrico Pešta, Jakub Vlček, Matyáš Demek, Tomáš Halíř                                                                                     | –                         |
| 37.–41. Woche 5 Wochen | 5                                                              | Linkin Park                                                    | The Emptiness Machine Bradford Philip Delson, David Michael Farrell, Joseph Hahn, Michael Kenji Shinoda, Emily Marcia Armstrong, Colin Brittain | –                         |
| 42.–44. Woche 3 Wochen | 3                                                              | Hard Rico                                                      | Ghetto Romantika Bogar, Enrico Pešta | –                         |
| 45. Woche 1 Woche | 1                                                              | Ektor                                                          | Pro štěstí Marko Elefteriadis | –                         |
| 46. Woche 1 Woche | 1                                                              | Viktor Sheen                                                   | Ohnivej kruh Dominik Moravec, Viktor Dundych | –                         |
| 47.–50. Woche 4 Wochen | 4                                                              | Viktor Sheen                                                   | Syndrom Dominik Moravec, Matěj Dlouhý, Viktor Dundych                                                                                           | –                         |
| 51. Woche 2024 – 14. Woche 2025 16 Wochen (insgesamt 21) | 21                                                             | Calin feat. Sofian Medjmedj                                    | Pistácie Călin Panfili, David Kopecký, El Mehdi Zeroual, Sofian Medjmedj                                                                        | –                         |

## Alben
| ← 2023 ← | Liste der Nummer-eins-Hits in Tschechien | Liste der Nummer-eins-Hits in Tschechien | Liste der Nummer-eins-Hits in Tschechien | 2025 →                    |
| \| Zeitraum \| Wo. ges. \| Interpret \| Titel \| Zusätzliche Informationen \| \| (Zeitraum, Wochen auf Platz eins, Interpret, Titel, zusätzliche Informationen) \| \| \| \| \| \| ------------------------------------------------------------------------------ \| -------- \| -------------------------- \| --------------------------------------- \| ------------------------- \| \| 1.–2. Woche 2 Wochen (insgesamt 19) \| 19 \| Viktor Sheen \| Planeta opic \| – \| \| 3.–4. Woche 2 Wochen \| 2 \| Robin Zoot \| Ponya \| – \| \| 5.–6. Woche 2 Wochen (insgesamt 19) \| 19 \| Viktor Sheen \| Planeta opic \| – \| \| 7. Woche 1 Woche \| 1 \| Kanye West & Ty Dolla Sign \| Vultures 1 \| – \| \| 8.–11. Woche 4 Wochen (insgesamt 19) \| 19 \| Viktor Sheen \| Planeta opic \| – \| \| 12. Woche 1 Woche \| 1 \| Grey256 \| Tentokrát \| – \| \| 13. Woche 1 Woche \| 1 \| Future & Metro Boomin \| We Don’t Trust You \| – \| \| 14.–15. Woche 2 Wochen (insgesamt 19) \| 19 \| Viktor Sheen \| Planeta opic \| – \| \| 16. Woche 1 Woche \| 1 \| Yzomandias \| Paranoia \| – \| \| 17.–20. Woche 4 Wochen \| 4 \| Taylor Swift \| The Tortured Poets Department \| – \| \| 21.–22. Woche 2 Wochen \| 2 \| Billie Eilish \| Hit Me Hard and Soft \| – \| \| 23.–28. Woche 6 Wochen (insgesamt 11) \| 11 \| Calin \| Bieber Fever \| – \| \| 29. Woche 1 Woche \| 1 \| Eminem \| The Death of Slim Shady (Coup de Grâce) \| – \| \| 30.–34. Woche 5 Wochen (insgesamt 11) \| 11 \| Calin \| Bieber Fever \| – \| \| 35.–36. Woche 2 Wochen \| 2 \| Sabrina Carpenter \| Short n’ Sweet \| – \| \| 37. Woche 1 Woche \| 1 \| David Gilmour \| Luck and Strange \| – \| \| 38.–41. Woche 4 Wochen \| 4 \| Nik Tendo \| V gastru nejsou lidi \| – \| \| 42. Woche 1 Woche \| 1 \| Vladimír Mišík \| Vteřiny, měsíce a roky \| – \| \| 43.–45. Woche 3 Wochen \| 3 \| Hard Rico \| Global \| – \| \| 46.–50. Woche 5 Wochen (insgesamt 15) \| 15 \| Viktor Sheen \| Impostor Syndrom \| – \| \| 51.–52. Woche 2 Wochen \| 2 \| Calin \| Bieber Fever Tour Live \| – \| |                                          |                                          |                                          |                           |
| ← 2023 |                                          |                                          |                                          | → 2025 →                  |
| Zeitraum | Wo. ges.                                 | Interpret                                | Titel                                    | Zusätzliche Informationen |
| (Zeitraum, Wochen auf Platz eins, Interpret, Titel, zusätzliche Informationen) |                                          |                                          |                                          |                           |
| 1.–2. Woche 2 Wochen (insgesamt 19) | 19                                       | Viktor Sheen                             | Planeta opic                             | –                         |
| 3.–4. Woche 2 Wochen | 2                                        | Robin Zoot                               | Ponya                                    | –                         |
| 5.–6. Woche 2 Wochen (insgesamt 19) | 19                                       | Viktor Sheen                             | Planeta opic                             | –                         |
| 7. Woche 1 Woche | 1                                        | Kanye West & Ty Dolla Sign               | Vultures 1                               | –                         |
| 8.–11. Woche 4 Wochen (insgesamt 19) | 19                                       | Viktor Sheen                             | Planeta opic                             | –                         |
| 12. Woche 1 Woche | 1                                        | Grey256                                  | Tentokrát                                | –                         |
| 13. Woche 1 Woche | 1                                        | Future & Metro Boomin                    | We Don’t Trust You                       | –                         |
| 14.–15. Woche 2 Wochen (insgesamt 19) | 19                                       | Viktor Sheen                             | Planeta opic                             | –                         |
| 16. Woche 1 Woche | 1                                        | Yzomandias                               | Paranoia                                 | –                         |
| 17.–20. Woche 4 Wochen | 4                                        | Taylor Swift                             | The Tortured Poets Department            | –                         |
| 21.–22. Woche 2 Wochen | 2                                        | Billie Eilish                            | Hit Me Hard and Soft                     | –                         |
| 23.–28. Woche 6 Wochen (insgesamt 11) | 11                                       | Calin                                    | Bieber Fever                             | –                         |
| 29. Woche 1 Woche | 1                                        | Eminem                                   | The Death of Slim Shady (Coup de Grâce)  | –                         |
| 30.–34. Woche 5 Wochen (insgesamt 11) | 11                                       | Calin                                    | Bieber Fever                             | –                         |
| 35.–36. Woche 2 Wochen | 2                                        | Sabrina Carpenter                        | Short n’ Sweet                           | –                         |
| 37. Woche 1 Woche | 1                                        | David Gilmour                            | Luck and Strange                         | –                         |
| 38.–41. Woche 4 Wochen | 4                                        | Nik Tendo                                | V gastru nejsou lidi                     | –                         |
| 42. Woche 1 Woche | 1                                        | Vladimír Mišík                           | Vteřiny, měsíce a roky                   | –                         |
| 43.–45. Woche 3 Wochen | 3                                        | Hard Rico                                | Global                                   | –                         |
| 46.–50. Woche 5 Wochen (insgesamt 15) | 15                                       | Viktor Sheen                             | Impostor Syndrom                         | –                         |
| 51.–52. Woche 2 Wochen | 2                                        | Calin                                    | Bieber Fever Tour Live                   | –                         |